# John Garrison
John Bright Garrison (* 13. Februar 1909 in West Newton, Massachusetts; † 13. Mai 1988 in Lincoln, Massachusetts) war ein US-amerikanischer Eishockeyspieler und -trainer.

## Karriere
John Garrison besuchte die Harvard University, für deren Eishockeymannschaft er parallel spielte. Anschließend war er im Amateur-Eishockey tätig, ehe er eine Laufbahn als Geschäftsmann einschlug. Im Jahr 1973 wurde er mit der Aufnahme in die United States Hockey Hall of Fame geehrt.

### International
Für die USA nahm Garrison als Spieler an den Olympischen Winterspielen 1932 in Lake Placid sowie 1936 in Garmisch-Partenkirchen teil. Zudem stand er im Aufgebot seines Landes bei der Weltmeisterschaft 1933. Bei den Winterspielen 1932 gewann er mit seiner Mannschaft die Silber-, bei den Winterspielen 1936 die Bronzemedaille. Bei der WM 1933 wurde er Weltmeister mit den USA, wobei er im Finalspiel gegen Kanada das Siegtor zum 2:1 in der Verlängerung erzielte.
Bei den Olympischen Winterspielen 1948 in St. Moritz betreute Garrison die US-Nationalmannschaft als Cheftrainer.

## Erfolge und Auszeichnungen
- 1932 Silbermedaille bei den Olympischen Winterspielen
- 1933 Goldmedaille bei der Weltmeisterschaft
- 1936 Bronzemedaille bei den Olympischen Winterspielen
- 1973 Aufnahme in die United States Hockey Hall of Fame